# UFC 101
UFC 101: Declaration  è stato un evento di arti marziali miste tenuto dalla Ultimate Fighting Championship l'8 agosto 2009 al Wachovia Center di Filadelfia, Stati Uniti.

## Retroscena
Alessio Sakara avrebbe dovuto affrontare Rousimar Palhares, ma quest'ultimo si ruppe una gamba durante un allenamento e venne sostituito dal connazionale Thales Leites.
George Sotiropoulos doveva vedersela con Rob Emerson che però era indisponibile: George Roop si propose di sua volontà per rimpiazzarlo.

## Risultati

### Card preliminare
- Incontro categoria Pesi Welter:  Jesse Lennox contro  Danillo Villefort

Lennox sconfisse Villefort per KO Tecnico (ferita) a 3:37 del terzo round.
- Incontro categoria Pesi Leggeri:  George Sotiropoulos contro  George Roop

Sotiropoulos sconfisse Roop per sottomissione (kimura) a 1:59 del secondo round.
- Incontro categoria Pesi Welter:  Matt Riddle contro  Dan Cramer

Riddle sconfisse Cramer per decisione unanime (29–27, 30–26, 30–27).
- Incontro categoria Pesi Medi:  Thales Leites contro  Alessio Sakara

Sakara sconfisse Leites per decisione divisa (29–28, 27–30, 29–28).
- Incontro categoria Pesi Welter:  Tamdan McCrory contro  John Howard

Howard sconfisse McCrory per decisione divisa (29–28, 28–29, 29–28).

### Card principale
- Incontro categoria Pesi Leggeri:  Josh Neer contro  Kurt Pellegrino

Pellegrino sconfisse Neer per decisione unanime (30–27, 30–27, 30–27).
- Incontro categoria Pesi Medi:  Kendall Grove contro  Ricardo Almeida

Almeida sconfisse Grove per decisione unanime (30–27, 30–27, 30–27).
- Incontro categoria Pesi Welter:  Amir Sadollah contro  Johny Hendricks

Hendricks sconfisse Sadollah per KO Tecnico (pugni) a 0:29 del primo round.
- Incontro categoria Pesi Leggeri:  Shane Nelson contro  Aaron Riley

Riley sconfisse Nelson per decisione unanime (30–27, 30–27, 30–27).
- Incontro categoria Pesi Mediomassimi:  Anderson Silva contro  Forrest Griffin

Silva sconfisse Griffin per KO (pugno) a 3:23 del primo round.
- Incontro per il titolo dei Pesi Leggeri:  B.J. Penn (c) contro  Kenny Florian

Penn sconfisse Florian per sottomissione (strangolamento da dietro) a 3:54 del quarto round mantenendo il titolo dei pesi leggeri.

## Premi
Ai vincitori sono stati assegnati 60.000$ per i seguenti premi:
- Fight of the Night:  Anderson Silva contro  Forrest Griffin
- Knockout of the Night:  Anderson Silva
- Submission of the Night:  B.J. Penn